# Francouzská spojka (film)
Francouzská spojka (anglicky The French Connection) je americký kriminální thriller režiséra Williama Friedkina. Scénář k filmu vychází ze skutečných událostí podle stejnojmenné knihy spisovatele Robina Moora. Děj pojednává o dvou newyorských detektivech, Jimmyho "Pepka" Doyla a Buddyho Russoa, kteří pronásledují vlivného francouzského obchodníka s heroinem Alaina Charniera.
Hlavní postavy zde ztvárnili Gene Hackman, Fernando Rey, Roy Scheider, Tony Lo Bianco a Marcel Bozzuffi. Snímek byl na 44. ročníku udílení Cen Akademie nominován na celkem osm sošek Oscar, z nichž pět skutečně proměnil, včetně sošky za nejlepší film.